# Marion Gering
Pour les articles homonymes, voir Gering.
Marion Gering (né le 9 juin 1901 à Rostov-sur-le-Don, en Russie et mort le 19 avril 1977  à New York) est un réalisateur et producteur de cinéma américain, d'origine russe.

## Biographie
Ayant fait d'abord carrière dans la vente de fourrures, Marion Gering se rendit aux États-Unis en 1924 en tant que membre de la commission soviétique de commerce. Il noue alors de nombreux contacts avec les milieux théâtraux de Chicago.
Il décide de se fixer dans cette ville et fonde le Chicago Play Producing Co.. Il monte avec succès plusieurs pièces à Broadway. En 1930, il épouse l'actrice Dorothy Libaire, et l'année suivante, il fait ses débuts à la Paramount en tant que réalisateur. Dès ses premiers films, il dirige des acteurs comme Gary Cooper, Charles Laughton, Tallulah Bankhead ou Carole Lombard et devient rapidement un des metteurs en scène de prestige de la firme. Mais son succès dura à peine une décennie et il se retire du cinéma vers la fin des années trente. Il y revint cependant de temps en temps, assurant lui-même la production de ses deux derniers films.

## Filmographie

### Comme réalisateur
- 1931 : I Take This Woman
- 1931 : Vingt-quatre Heures (24 Hours)
- 1931 : Pénitencier de femmes (Ladies of the Big House)
- 1932 : Le Démon du sous-marin (Devil and the Deep)
- 1932 : Madame Butterfly
- 1933 : Pick-up
- 1933 : Jennie Gerhardt
- 1934 : Good Dame
- 1934 : Princesse par intérim (Thirty Day Princess)
- 1934 : Ready for Love (en)
- 1935 : La Dernière Rumba (Rumba)
- 1936 : Rose of the Rancho
- 1936 : Lady of Secrets
- 1937 : Bluff (en) (Thunder in the City)
- 1937 : She Married an Artist
- 1950 : Sarumba
- 1963 : Violated Paradise (documentaire)

### Comme producteur
- 1950 : Sarumba
- 1963 : Violated Paradise